# Adolph Meyer (Politiker)

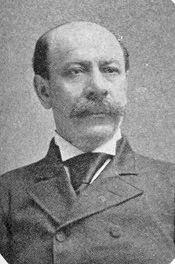
Adolph Meyer

Adolph Meyer (* 19. Oktober 1842 in Natchez, Mississippi; † 8. März 1908 in New Orleans, Louisiana) war ein US-amerikanischer Politiker. Zwischen 1891 und 1908 vertrat er den Bundesstaat Louisiana im US-Repräsentantenhaus.

## Leben
Adolph Meyer besuchte die öffentlichen Schulen seiner Heimat. Danach schrieb er sich an der University of Virginia in Charlottesville ein. Noch bevor er einen Abschluss machen konnte, verließ er diese Universität, um als Soldat im Heer der Konföderierten Staaten am Bürgerkrieg teilzunehmen. In der Armee war er stellvertretender Adjutant General im Stab von Brigadegeneral John Stuart Williams aus Kentucky.
Nach dem Krieg kehrte Meyer nach Natchez zurück, wo er Baumwolle, Zucker und Reis anpflanzte. Später stieg er in New Orleans in das Bankgewerbe ein. Damit wurde er Bürger des Staates Louisiana. Im Jahr 1879 wurde er Oberst in der Nationalgarde dieses Staates. Zwei Jahre später war er als Brigadegeneral Kommandeur der Nationalgarde.
Politisch war Meyer Mitglied der Demokratischen Partei. Bei den Kongresswahlen des Jahres 1890 wurde er im ersten Wahlbezirk von Louisiana in das US-Repräsentantenhaus in Washington, D.C. gewählt, wo er am 4. März 1891 die Nachfolge von Theodore Stark Wilkinson antrat. Nach acht Wiederwahlen konnte er bis zu seinem Tod am 8. März 1908 im Kongress verbleiben. In diese Zeit fielen der Spanisch-Amerikanische Krieg von 1898 und die Annexion der Philippinen sowie des Königreichs Hawaiʻi. Nach einer Nachwahl fiel Meyers Mandat an seinen Parteikollegen Albert Estopinal.